# Mimosestes acaciestes
Mimosestes acaciestes là một loài bọ cánh cứng trong họ Bruchidae. Loài này được Kingsolver & Johnson miêu tả khoa học năm 1978.